# Ляховичский сельсовет
Ля́ховичский сельсовет (бел. Ля́хавіцкі сельсавет) — упразднённая административно-территориальная единица в составе Дзержинского района Минской области Белоруссии. Административный центр — деревня Ляховичи.

## История
20 августа 1924 года был образован 1-й Нарейковский сельсовет в составе Койдановского района Минского округа. 18 декабря 1925 года сельсовет был переименован в Ляховичский, 25 июля 1931 года сельсовет был реорганизован в Ляховичский национальный польский сельсовет. 15 марта 1932 года Койдановский район был преобразован в Койдановский польский национальный район, 29 июня того же года район был переименован в Дзержинский. 31 июля 1937 года район был упразднён, а сельсовет был передан в состав Минского района. 23 августа 1937 года Ляховичский польский национальный сельсовет вновь преобразован в Ляховичский сельсовет. 4 февраля 1939 года сельсовет был передан в состав восстановленного Дзержинского района.
30 октября 2009 года сельсовет был упразднён, а все населенные пункты — Булыщина, Безодница, Войтовка-1, Войтовка-2, Большая Шатановщина, Весёлый Угол, Глуховщина, Ленино, Лихачёвщина, Ляховичи, Малая Шатановщина, Нарейки, Пеньковичи, Писаревщина, Плоское, Рябцевщина, Сосновый бор, Сивожанка, Студянка — переданы в состав Станьковского сельсовета.

## Состав сельсовета
| №   | Название            | (бел. )              | Статус  | Население (2009) |
| --- | ------------------- | -------------------- | ------- | ---------------- |
| 1.  | Безодница           | Бязодніца            | деревня | 16               |
| 2.  | Большая Шатановщина | Вялікая Шатаноўшчына | деревня | 36               |
| 3.  | Булынщина           | Булыншчына           | деревня | 2                |
| 4.  | Весёлый Угол        | Вясёлы Вугал         | деревня | 20               |
| 5.  | Войтовка-1          | Войтаўка 1           | деревня | 1                |
| 6.  | Войтовка-2          | Войтаўка 2           | деревня | 3                |
| 7.  | Глуховщина          | Глухоўшчына          | деревня | 28               |
| 8.  | Ленино              | Леніна               | деревня | 29               |
| 9.  | Лихачёвщина         | Ліхачоўшчына         | деревня | 7                |
| 10. | Ляховичи            | Ляхавічы             | деревня | 168              |
| 11. | Малая Шатановщина   | Малая Шатаноўшчына   | деревня | 10               |
| 12. | Нарейки             | Нарэйкі              | деревня | 6                |
| 13. | Пеньковичи          | Пенькавічы           | деревня | 5                |
| 14. | Писаревщина         | Пісараўшчына         | деревня | 17               |
| 15. | Плоское             | Плоскае              | деревня | 35               |
| 16. | Рябцевщина          | Рабцаўшчына          | деревня | 9                |
| 17. | Сивожанка           | Сівожанка            | деревня | 6                |
| 18. | Сосновый Бор        | Сасновы Бор          | деревня | 115              |
| 19. | Студянка            | Студзянка            | деревня | 20               |

 административный центр сельсовета